# Hifumi Abe
Hifumi Abe (japonès: 阿部 一二三)  (Kōbe, 9 d'agost de 1997) és un judoka japonès que competeix en la categoria de pes semi lleuger (actualment -66 Kg). Ha participat en 2 Olimpíades guanyant 2 medalles d'or en la prova de -66 Kg i 2 medalles de plata en la prova d'equips mixt. En els Jocs Olímpics de Tòquio 2020, juntament amb l'or de la seva germana, Uta Abe en la prova femenina de -52 Kg, es van convertir en els primers germans que guanyaven dues medalles d'or el mateix dia, en tota la història del Jocs Olímpics. A més, ha guanyat 6 medalles (4 d'or) en els Campionats del Món.

## Trajectòria professional
| Jocs Olímpics     | Jocs Olímpics | Jocs Olímpics | Jocs Olímpics |
| Any               | Seu           | Posició       | Categoria     |
| ----------------- | ------------- | ------------- | ------------- |
| 2020              | Tòquio        | 1             | -66 Kg        |
| 2020              | Tòquio        | 2             | Equip mixt    |
| 2024              | París         | 1             | -66 Kg        |
| 2024              | París         | 2             | Equip mixt    |
| Campionat del Món |               |               |               |
| 2017              | Budapest      | 1             | -66 Kg        |
| 2018              | Bakú          | 1             | -66 Kg        |
| 2019              | Tòquio        | 3             | -66 Kg        |
| 2022              | Taixkent      | 1             | -66 Kg        |
| 2023              | Doha          | 1             | -66 Kg        |
| 2025              | Budapest      | 3             | -66 Kg        |